# Угольный разрез

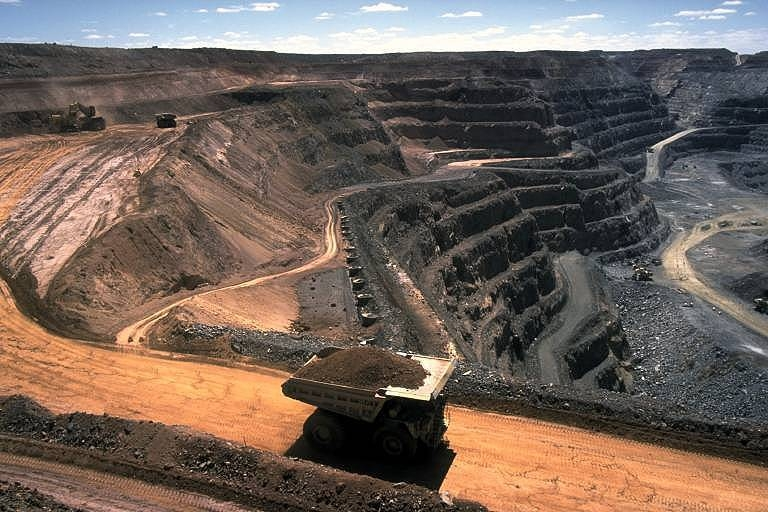
Угольный карьер

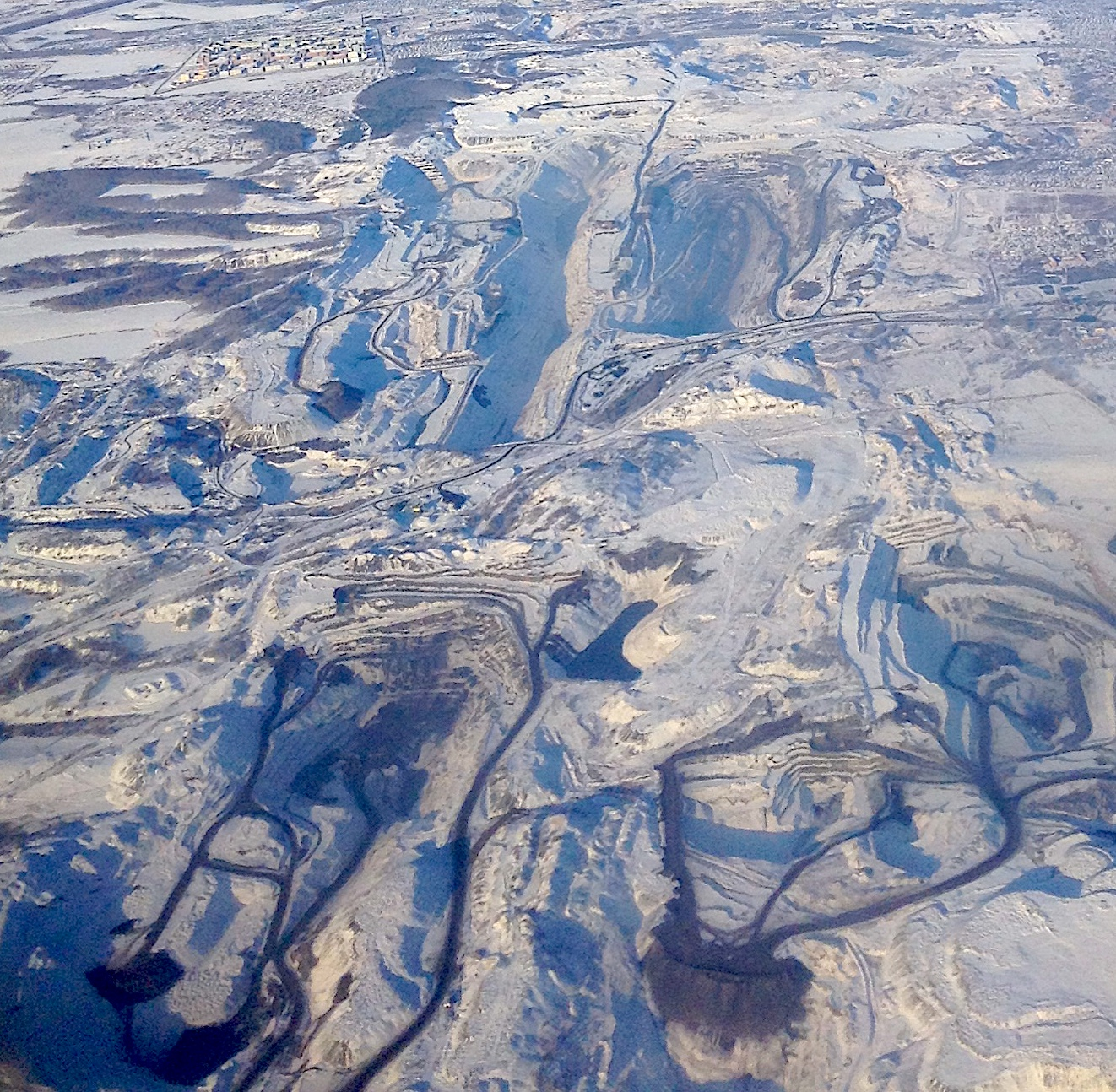
Угольные разрезы с высоты полёта самолёта

Угольный разрез — горное предприятие, предназначенное для разработки месторождения угля открытым способом, угольный карьер.

## Россия
По состоянию на 01.01.2019 г. в Российской Федерации действуют 109 угольных разрезов. По данным Минэнерго, за период 1994—2018 годы было закрыто 15 угольных разрезов, в то время как «почти половина» из действующих была открыта после 2000 года.